# Thomas Helmore

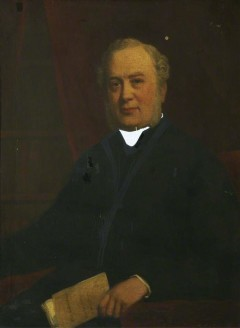
Thomas Helmore

Thomas Helmore (* 7. Mai 1811 in Kidderminster; † 6. Juli 1890 in Westminster) war ein britischer Chorleiter, Autor und Komponist. Er ist besonders bekannt für die von ihm herausgegebenen Advents- und Weihnachtslieder (Carols).

## Leben
Thomas Helmore war der Sohn eines kongregationalistischen Predigers. Er wuchs auf in Stratford-upon-Avon, wo sein Vater eine Schule gegründet hatte, besuchte die Mill Hill School und studierte ab 1837 am Magdalen College in Oxford. Nach seiner Graduierung 1840 wurde er zum Priester der Kirche von England ordiniert. Seine erste Stelle erhielt er an der Kirche St Michael on Greenhill in Lichfield; zugleich war er Vikar an der Lichfield Cathedral.

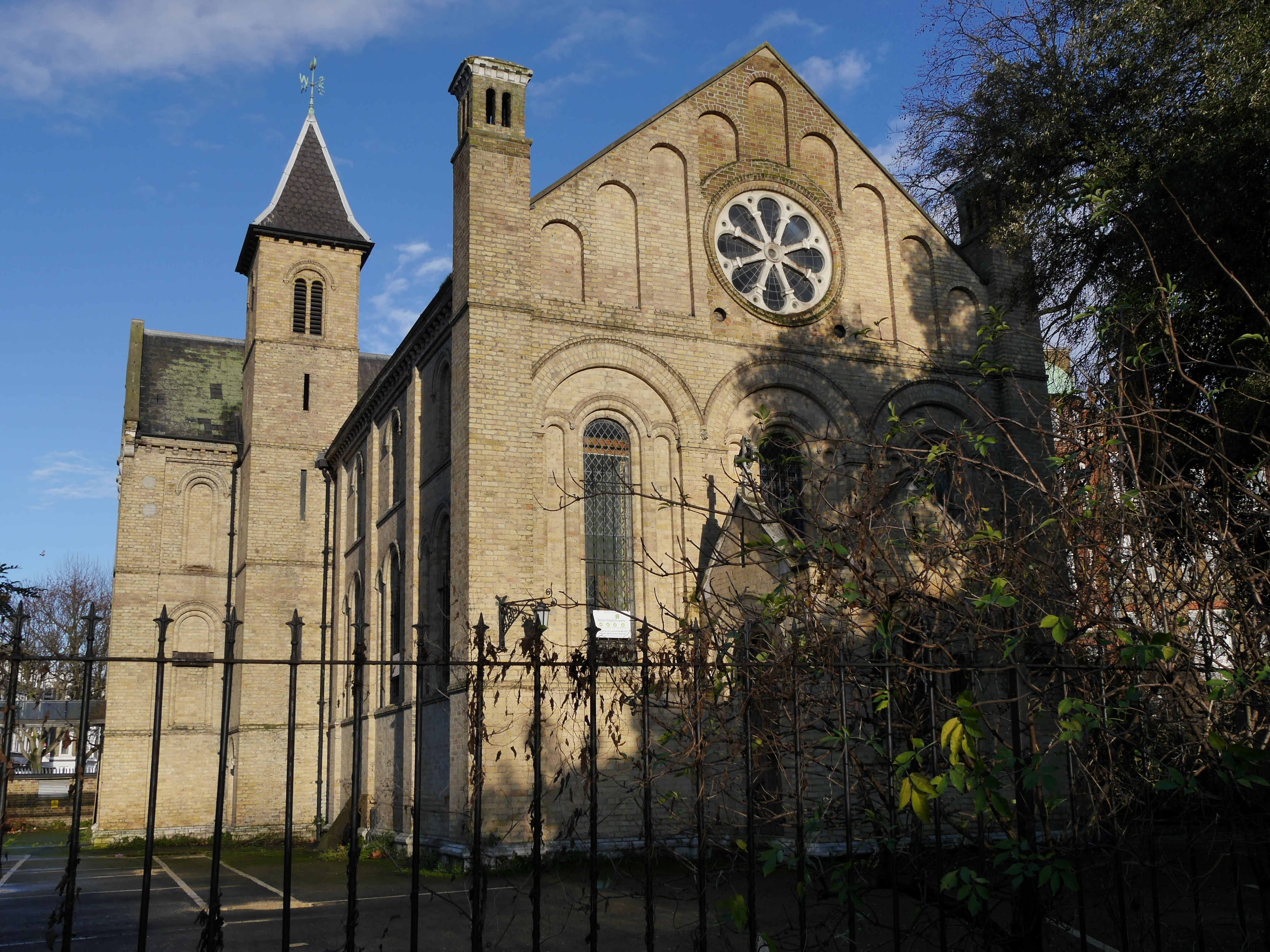
Kapelle des St. Mark’s College (2014)

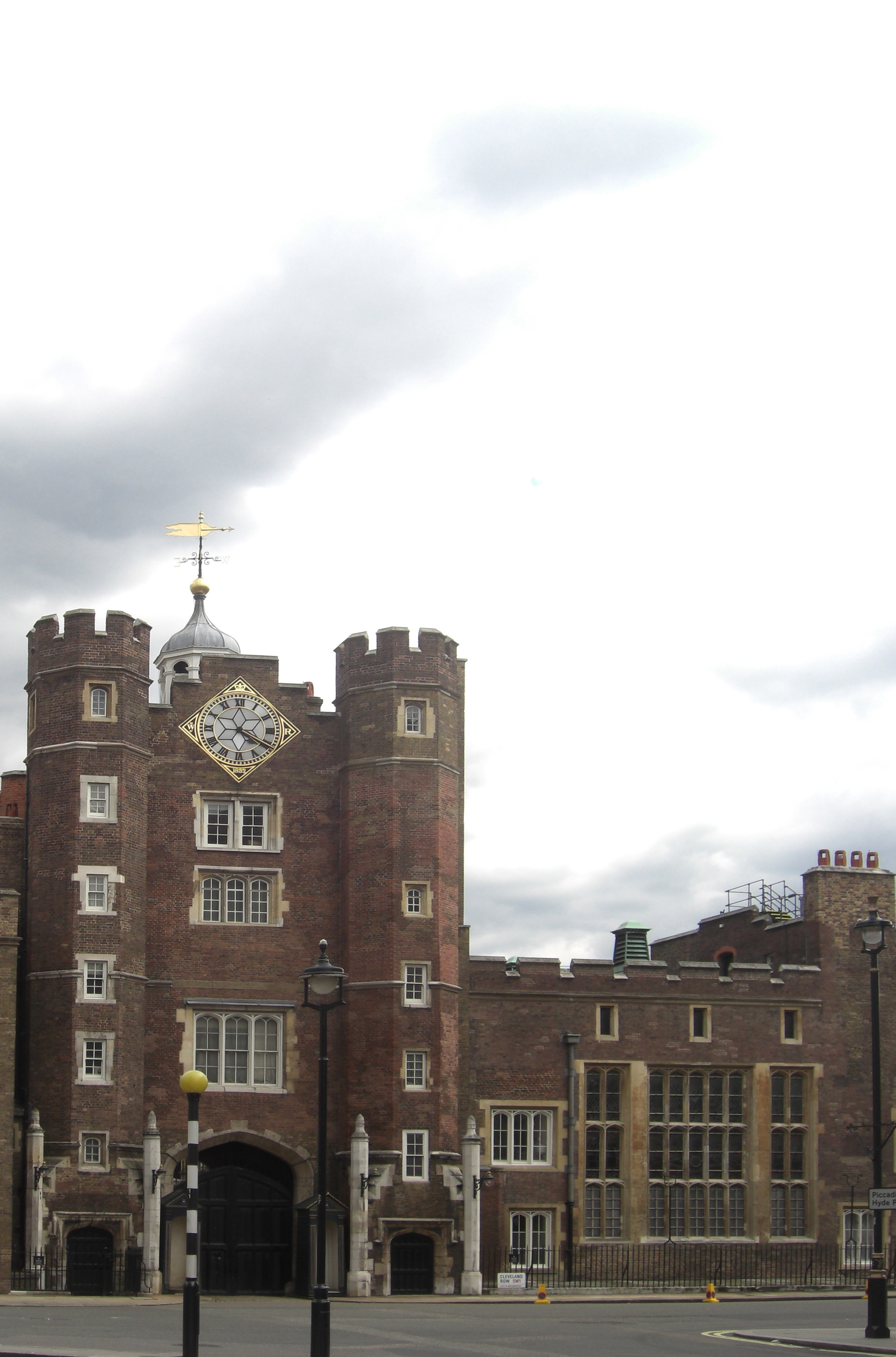
Torhaus des St. James Palace mit Kapelle (rechts)

1842 wurde er zum Kantor und stellvertretenden Direktor am St. Mark’s College in Chelsea (heute Teil der University of St Mark & St John, Plymouth) berufen. Hier wirkte er bis 1877.
Ab 1846 war er zugleich Chorleiter (Master of the Children) der Chapel Royal im St James’s Palace. Arthur Sullivan war einer seiner Chorsänger.
Sein Wirken fiel in die Zeit der Wiederentdeckung des A-cappella-Gesangs und der Gregorianik (engl. plainsong) in der Kirche von England. Helmore trug durch seine Arbeiten wie The Psalter Noted (1849) und Primer of Plainsong (1877) sehr dazu bei.
Helmore arbeitete oft eng mit dem Pfarrer, Dichter und Übersetzer John Mason Neale zusammen. 1853 brachte der britische Diplomat George John Robert Gordon aus Stockholm ein Exemplar der Erstausgabe der Piae cantiones nach Großbritannien und stellte es Neale zur Verfügung. Neale wandte sich wegen der in Weißer Mensuralnotation notierten Melodien an Helmore. Gemeinsam nutzten sie Texte und Melodien der Piae Cantiones für zwei Publikationen. Zuerst erschienen 1853 zwölf Carols for Christmas-tide bei Novello in London. Die Melodien stammten alle aus Piae Cantiones; die Texte waren entweder mehr oder minder freie Übertragungen. Für Good King Wenceslas nahm Helmore die Melodie des Frühlingsliedes Tempus adest floridum. Im Jahr darauf folgte eine Sammlung von zwölf Carols for Easter-tide. Besonders die Weihnachtslieder erlangten schnell eine große Popularität und gelangten in viele englischsprachige Gesangbücher. Für das Weihnachtslied Of the Father’s love begotten, einer Übertragung Neales nach Venantius Fortunatus, nutzte Helmore die Melodie von Divinum mysterium, einem eucharistischen Hymnus.
Helmore gab das Exemplar vor seinem Tod 1890 weiter an den anglikanischen Priester und Hymnologen George Ratcliffe Woodward (1848–1934). Woodward veröffentlichte 1910 für die Plainsong & Medieval Music Society eine neue Ausgabe der Piae Cantiones.
In einer weiteren gemeinsam mit Neale herausgegebenen Sammlung, The Hymnal Noted von 1851, findet sich erstmals die heute im englischen Sprachraum gebräuchlichste Melodie von O Come, O Come, Emmanuel.
Seit 1844 war er verheiratet mit Kate, geb. Pridham.
Er wurde auf dem Brompton Cemetery beigesetzt.

## Werke
- A Manual of Plain Song; containing:- A Brief Directory of the Plain Song used in the Morning and Evening Prayer, Litany, and Holy Communion; together with The Canticles and Psalter Noted. 1850
- Accompanying Harmonies to the Hymnal Noted. 1852
- Accompanying Harmonies To The Brief Directory Of The Plain Song: Used In The Morning And Evening Prayer, Litany, And Holy Communion. 1853
- Carols for Christmas-Tide., 1853 (mit John Mason Neale)
- Carols for Easter-Tide. 1854 (mit John Mason Neale)
- The Hymnal Noted. 1854
- The Ancient Plain-Song of the Church: Adapted to the American Book of Common Prayer. 1855
- The Psalter Noted: Carefully Compared and Made to Agree with the Psalter of the Standard Prayer. (mit Edward M. Pecke) 1856
- Christ Was Born on Christmas Day: A Carol (mit J. M. Neale), illustrierte Ausgabe 1864
- Primer of Plainsong. 1877
- Englische Übersetzung von François-Joseph Fétis: Treatise on Choir and Chorus Singing. 1885